# 인의 순환
인의 순환(燐—循環)은 생명체와 환경 사이에서 일어나는 인의 생지화학적 순환을 일컫는 말이다. 유기체들은 ATP와 DNA와 같은 핵산 성분을 만들기 위하여 또, 척추동물들은 뼈와 이를 만들기 위하여 인을 필요로한다. 탄소나 질소와 달리 인은 대기중에 있지 않고 오로지 지역적으로 국한하여 재순환된다. 가장 중요한 무기 저장고는 바위로서 바위가 풍화됨으로써 마멸되어 무기 인산형태로 방출된다. 식물은 이 무기 인산염 이온을 토양으로부터 흡수하고 이것으로 유기화합물을 만들어 낸다. 소비자들은 유기 인을 식물로부터 유기물 형태로 얻게된다. 미생물과 같은 분해자들은 인을 토양으로 되돌려준다. 어떤 인은 용액형태로 침전되어 호수나 대양의 밑바닥에 가라앉는다. 이런 형태의 인은 결국 새로 생성되는 바위가 되며 지각 변동에 의해 육상으로 융기되어 바위가 풍화 되지 않는 한 재 순환되지 못한다.

## 같이 보기
- 지구 위험 한계선